# Glioxim
A glioxim szerves vegyület, képlete C2H4N2O2. E vegyületből előállítható 3,4-dinitrofuroxán és számos más robbanóanyag. [BO4]-hidat tartalmazó dikobaltkomplexe képes protonnal végbemenő redukciók katalízisére.

## Előállítása
A glioxim hidroxilammónium-klorid és glioxál hidrogén-szulfit-adduktumából állítható elő protonakceptorral, például kálium-karbonáttal.
o-Xilol ozonizációjakor az aldehidek közt legnagyobb mennyiségben (átlagosan 40–45%) glioxál keletkezik,

## Jellemzői
A glioxim savas, és könnyen meggyullad. Nitrálható salétromsavval vagy nitrogén-dioxiddal.
Komplexet képez számos vegyülettel, például ródium(II)-acetáttal.

## Biológiai hatásai
A glioxim és a diklórglioxim a lizozimet nem kompetitíven gátolják, harmadlagos szerkezetét befolyásolják.

## Reakciói
A glioxim forró koncentrált hidrogén-kloridban 1 percen át történő keverése után jéggel hűtve 15 percen át klór lassú áramoltatásával, majd 0 °C-on (273 K) gyors klórárammal diszperziós lemezen klórozva diklórglioximot ad.
A glioxim előbb klórral etanolban, majd nátrium-aziddal dimetilformamidban reagálva diazidoglioximot ad, mely hidrogén-kloriddal és etanollal 1,1’-dihidroxibisztetrazolt ad.
Hidrogén-kloridos hidroxilamin-oldattal és nátrium-hidroxiddal 90 °C-on (363 K), majd trimetil-ortoformiát és BF3·Et2O mellett a glioximból amidoxim állítható elő kettős kondenzációval. Ezután nátrium-nitrittel és hidrogén-kloriddal, majd nátrium-aziddal és etanollal, végül pedig sósavval ebből 5-(1,2,4-oxadiazolil)-1-hidroxitetrazol állítható elő, ebből pedig különböző bázisokkal (például ammónia, hidroxilamin vagy hidrazin) és etanollal reagálva a megfelelő sója állítható elő.
A száraz glioxim ütésérzékeny, etilénglikol-oligomert és vizet tartalmazó oldatai azonban kevésbé. Ezek használhatók biocidként is. Egy 1976-os szabadalom szerint „általában alkalmazott mennyiségben nem fitotoxikus, a melegvérű állatokra kevéssé mérgező” az oldat.
Salétromsavban a glioxim nitrálható dinitroglioximmá, ebből dinitrogén-tetroxiddal és tetraklórmetánnal dinitrofuroxán állítható elő oxidatív ciklizációval.

### Sói
A palládium(II) a glioximmal 1:2 arányban reagál, ez vízben nem, kloroformban oldódó kelátot (palládium-glioximát) ad. A Pt2+, Ir3+, Au3+ és PO3−4 pozitív, a Fe2+ és Fe3+ negatív interferenciát okoz, ezek etiléndiamin-tetraecetsavval megszüntethetők.